# Andrea Sansovino

Andrea Sansovino: Krisztus megkeresztelése

Andrea Sansovino (Monte San Sovino, Montepulciano mellett, 1460 – Loreto, 1529) olasz szobrász.

## Élete
Állítólag A. Pollajuolo tanítványa volt, de valószínűbb, hogy Cronaca műhelyében képezte ki magát. 1492-1500 körül Portugáliában tartózkodott, onnan hazatérve legszebb és leghíresebb műveinek egyikét alkotta: a Krisztus megkeresztelését ábrázoló szoborcsoportot a firenzei keresztelőkápolna keleti kapuja fölött. Egyszerű, nemes szépség, a mezítelen test és a ruházat tökéletes ábrázolása, mély kifejezés, nagyszerű mozdulat jellemezte e két márvány alakot. Hasonló jellegűek a genovai székesegyház Szent János-kápolnájában levő, kevéssel utóbb (1503) készített szobrai: Keresztelő Szent János és a Madonna. 1505 körül Rómába ment és a Santa Maria del Popolo templom szentélyében elkészített Basso és Sforza Visconti bíbornokok híres síremlékeit, melyek a síremlékeknek már a XV. században érvényre jutott formáját követik, de a részletekben, a díszítésben páratlan gyöngédséget, szépséget tüntetnek föl. Kevésbé sikerült a Szent Annát és Máriát a gyermek Jézussal ábrázoló szoborcsoport a római San Agostino-templomban (1512). 1513-tól egészen haláláig kizárólag a loretói székesegyházban levő szent ház márványdíszítésének tervezésével és részben kivitelével foglalkozott.